# Rosi Mittermaier
Rosi Mittermaier   (Múnic, 5 d'agost de 1950 - Garmisch-Partenkirchen, 4 de gener de 2023) fou una esquiadora alpina alemanya, que destacà en els Jocs Olímpics d'Hivern de 1976.

## Biografia
Nasqué el 5 d'agost de 1950 a la ciutat de Múnic, que en aquells moments formava part de l'Alemanya Occidental, filla de l'empresari Heinrich Mittermaier (1911-2009) i de la cuinera Rosa Mittermaier. Fou germana de les també esquiadores Evi Mittermaier i Heidi Mittermaier; així mateix, es casà amb Christian Neureuther i fou la mare de Felix Neureuther.

## Carrera esportiva
Debutà internacionalment a la Copa del Món d'esquí alpí l'any 1967, en la seva temporada inicial, als 16 anys, amb la seva primera victòria dues temporades després. Al llarg de la seva carrera esportiva aconseguí guanyar 9 proves de la Copa del Món, assolint la victòria a la general a la Copa del Món de 1976, a més de les especialitats d'eslàlom i combinada.
Participà en els Jocs Olímpics d'Hivern de 1968 realitzats a Grenoble (França), on no tingué una actuació gaire destacada, ja que finalitzà 25a en la prova de descens, 20a en la prova d'eslàlom gegant i no finalitzà l'eslàlom. En els Jocs Olímpics d'Hivern de 1972 realitzats a Sapporo (Japó) finalitzà 6a en la prova de descens, 12a en la d'eslàlom gegant i 17a en la d'eslàlom. La seva explosió, però, vingué en els Jocs Olímpics d'Hivern de 1976 realitzats a Innsbruck (Àustria), on s'imposà en les proves de descens i eslàlom, i finalitzà en segon lloc en la prova d'eslàlom gegant, perdent l'or per tan sols 12 centèsimes de segon. En el Campionat del Món d'esquí alpí, aconseguí, a més de la victòria en les proves de descens i eslàlom dels Jocs Olímpics, ja que en aquells moments eren vàlides per a aquests campionats, la prova de combinada alpina d'aquell any.
Fora de la Copa del Món, el 8 de desembre de 1971 guanyà l'eslàlom a Val-d'Isère, on també assolí la victòria combinada del "First Snow Criterion". El 13 de febrer de 1971 també triomfà a l'eslàlom preolímpic de Sapporo (on ja havia acabat segona en descens i en l'eslàlom gegant els dies 8 i 11 de febrer) i el 17 de febrer de 1974 a la cursa de Holmenkollen a Kirkerudbakken, en l'eslàlom gegant i en la combinació.
Es retirà el 31 de maig de 1976.

### Victòries a la Copa del Món
| Temporada | Especialitats |
| --------- | ------------- |
| 1976      | General       |
| 1976      | Slalom        |
| 1976      | Combinada     |

| Data                 | Lloc                           | Cursa          |
| -------------------- | ------------------------------ | -------------- |
| 16 de gener de 1969  | Àustria · Schruns              | Eslàlom        |
| 14 de març de 1970   | Noruega · Voss                 | Eslàlom        |
| 2 de febrer de 1973  | Àustria · Schruns              | Eslàlom        |
| 27 de febrer de 1974 | Itàlia · Abetone               | Eslàlom        |
| 8 de març de 1974    | Txecoslovàquia · Vysoké Tatry  | Eslàlom        |
| 13 de desembre 1974  | Itàlia · Cortina d'Ampezzo     | Eslàlom        |
| 22 de gener de 1976  | Àustria · Bad Gastein          | Eslàlom        |
| 5 de març de 1976    | Estats Units · Copper Mountain | Eslàlom gegant |
| 6 de març de 1976    | Estats Units · Copper Mountain | Eslàlom        |